# Serhij Černjavs'kyj
Serhij Volodymyrovyč Černjavs'kyj (in ucraino Сергій Володимирович Чернявський?; 2 aprile 1976) è un ex pistard ucraino.

## Palmarès

### Olimpiadi
- 1 medaglia:
  - 1 argento (Sydney 2000 nell'inseguimento a squadre)

### Mondiali
- 1 medaglia:
  - 1 oro (Anversa 2001 nell'inseguimento a squadre)